# Влтавска
Влтавска - станция пражского метро, открытая 3 ноября 1984 года в составе участка Флоренц - Надражи Голешовице.
Является пересадочной на железнодорожную станцию "Прага - Бубны", откуда можно уехать на пригородных поездах на запад и север Чешской Республики.